# Le nuove Mille e una notte
Le nuove Mille e una notte (in originale New Arabian Nights) è una raccolta di racconti di Robert Louis Stevenson, pubblicata in 2 volumi nel 1882 presso Chatto & Windus. I racconti erano apparsi in precedenza su riviste tra il 1877 e il 1880. Il titolo allude a Le mille e una notte, che l'autore aveva letto e apprezzato e come nella raccolta tradizionale araba, anche qui gli strati di racconto sono molteplici.

## Edizioni
- Le nuove notti arabe, trad. Carlo Linati, Roma, La Voce, 1920 (parziale)
- Le nuove notti arabe, trad. Laura Babini, Roma, Casini, 1953; Firenze, Sansoni, 1972
- Le nuove Mille e una notte, trad. Attilio Brilli, Milano, Mondadori, 1980
- Romanzi, racconti e saggi, a cura di Attilio Brilli, Milano, Mondadori (I Meridiani), 1982
- Racconti e romanzi brevi (1882-1887), a cura di Salvatore Rosati, Milano, Mursia, 1985
- I racconti, a cura di Alessandro Ceni, Torino, Einaudi (I millenni), 1999